# Mircea Monroe
Mircea Monroe, née le 28 novembre 1982 à Saint-Louis (Missouri), est une actrice et mannequin[réf. nécessaire] américaine.

## Biographie
Monroe est née à St. Louis, dans le Missouri. Selon elle, son prénom Mircea, masculin en Roumanie, a été choisi par son père en hommage à son professeur préféré, Mircea Eliade, avec qui il a étudié l'histoire des religions à l'Université de Chicago.
Elle vit avec son partenaire de longue date, Stephen Merchant, à Nichols Canyon, Los Angeles. 
Son premier emploi d'actrice professionnelle a été dans le film Cellular. Depuis lors, Monroe est apparue dans divers films et pilots pour la WB et la Fox, a joué dans l'émission Drive de la Fox et a été invitée dans des séries télévisées, notamment Freddie, Scrubs et Studio 60 on the Sunset Strip. Monroe obtient le rôle principal du film The 41-Year-Old Virgin Who Knocked Up Sarah Marshall and Felt Superbad About It, en jouant Sarah Marshall. Elle est également apparue dans le rôle de Véronique dans le film d'horreur The Black Waters of Echo's Pond. Monroe a fait la couverture du numéro de septembre 2004 de Maxim et a joué un rôle régulier dans la série Episodes, de la chaine Showtime.
Elle a participé comme invitée à un épisode de l'émission télévisée Whose Line Is It Anyway? (en) (saison 10, épisode 8).

## Filmographie

### Cinéma
- 2004 : Cellular : l'amie de Chloé
- 2005 : All Souls Day: Dia de los Muertos : Lilly White
- 2006 : Le Contrat : La reporter du parc
- 2006 : The Ultimate Gift : Caitlin
- 2007 : Itty Bitty Titty Committee : Justine
- 2007 : Borderland : Nancy
- 2007 : One Long Night : Mindy
- 2008 : Screw Cupid : Swain Holly
- 2008 : Stone & Ed : Mara
- 2008 : Fast Girl : Alex Johnstone
- 2008 : Burying the Ex (uniquement dans le court-métrage qui a inspiré le film) : Evelyn
- 2008 : Your Name Here :
- 2008 : No Man's Land: The Rise of Reeker : Maya
- 2009 : Finding Bliss : Sindi
- 2009 : Bleu d'enfer 2 : Le Récif (Into the Blue 2: The Reef) : Kimi
- 2009 : The Black Waters of Echo's Pond : Veronique
- 2010 : The Ugly Lifeof a Beautiful Girl : Vivian
- 2010 : Parasites (Growth) : Jamie Ackerman
- 2010 : Tekken : Kara, la petite amie de Jin
- 2010 : Exhibit B-5 (Court-métrage) : Sheri
- 2011 : Boy Toy : Norah
- 2011 : Lone Star Trixie (Court-métrage) : Une blonde Amazone
- 2011 : Houndz from Hell : Bethesda
- 2011 : American Animal : Blonde Angela
- 2011 : Échange standard (The Change-Up) : Tatiana
- 2011 : Blonde Movie : Sherri Sutter, la copine du père d'Alexis
- 2012 : The Polterguys : Megan Tracy
- 2012 : Blood Work : Stacey
- 2012 : 3 Days of Normal : Nikki Gold
- 2012 : Magic Mike de Steven Soderbergh : La femme de Ken
- 2013 : The Other Man (Court-métrage) : Angela
- 2013 : Slightly Single in L.A. : CeCe
- 2013 : Dumbbells : Kim hertz
- 2018 : Le Book Club (Book Club) de Bill Holderman : Cheryl

### Télévision

#### Séries télévisées
- 2006 : Freddie : Tammie
- 2007 : Scrubs : Heather
- 2007 : Drive : Ellie Laird
- 2007 : Leçons sur le mariage (Rules of Engagement) : Danielle
- 2008 : Fear Itself  : Virginia
- 2008 : Sons of Anarchy : Susie
- 2009 : FBI : Portés disparus (Without a Trace) : Isabella Tyler
- 2009 : Zeke et Luther  : Hottie Babesworth
- 2010 : Romantically Challenged : Tina
- 2010 : Supernatural  : Ambyr
- 2010 : Ghostfacers  : Ambyr
- 2010 : Miami Medical  : Tracy Herskope
- 2010 : Chuck  : Amy
- 2011 : Franklin and Bash  : DeeDee
- 2011 : Death Valley  : Lindsay
- 2011 - 2017 : Episodes  : Morning Randolph
- 2011 - 2015 : Hart of Dixie : Tansy Truitt
- 2012 : Dating Rules from My Future Self  : Amanda
- 2012 : FBI : Duo très spécial : Tempest
- 2012 : Men at Work : Abbie
- 2012 : Mentalist : Tara Skye
- 2013 : How I Met Your Mother : Liddy
- 2013 : Anger Management : Tracy
- 2013 : The Other Hef : Mercedes
- 2014 : Sullivan and Son : Kara
- 2014 : Enlisted : Jeanie
- 2014 : Nicky, Ricky, Dicky et Dawn : Tiffany Dynamite
- 2015 : The Odd Couple : Brooke
- 2015 : Significant Mother : Annie Hole
- 2015 - 2016 : Impastor : Alexa Cummings
- 2016 : Sing It! (série youtube) : Stacey
- 2018 - 2019 : The Rookie : Le flic de Los Angeles (The Rookie) : Isabel Bradford
- 2019 : Adam Ruins Everything : Trisha
- 2023 : The Rookie : Le flic de Los Angeles (The Rookie), saison 5, épisode 20 : Isabel Bradford

#### Téléfilms
- 2005 : Ptérodactyles : Angie Lem
- 2005 : House of the Dead 2 : Sarah Curtis
- 2006 : The Adventures of Big Handsome Guy and His Little Friend : Jennifer Moore
- 2006 : Nobody's Watching : Mandy Campbell
- 2012 : Couldn't Be Better : Carly